# Егоро-Чернояровский
Его́ро-Черноя́ровский — хутор в Кашарском районе Ростовской области.
Входит в состав Верхнесвечниковского сельского поселения.

## Население
| 2010 |
| ---- |
| 141  |

## Улицы
На хуторе имеются две улицы: Колхозная и Ленина.